# Покровське (Сватівський район)
Покро́вське — село у Троїцькій селищній громаді Сватівського району Луганської області. Населення становить 1968 осіб.

## Географія
У селі річка Балка Курачева впадає у річку Гнилу.

## Історія
1817 рік - дата першої згадки.
За даними на 1864 рік у козацькій слободі Покровськ Куп'янського повіту Харківської губернії мешкало 3912 осіб (1948 чоловічої статі та 1964 — жіночої), налічувалось 473 дворових господарства, існували православна церква, єдиновірний молитовний будинок, відбувались 4 щорічних ярмарки.
Станом на 1885 рік у колишній державній слободі, центрі Покровської волості, мешкало 4818 осіб, налічувалось 601 дворове господарство, існували православна церква, молитовний будинок, 3 постоялих двори, 8 лавок й красильний завод, відбувалось 6 ярмарків на рік.
За переписом 1897 року кількість мешканців зросла до 5144 осіб (2550 чоловічої статі та 2594 — жіночої), з яких 5016 — православної віри.
Село постраждало внаслідок геноциду українського народу, вчиненого урядом СССР у 1932—1933 роках, кількість встановлених жертв — 330 людей.

## Населення

### Мова
Розподіл населення за рідною мовою за даними перепису 2001 року:
| Мова            | Кількість | Відсоток |
| --------------- | --------- | -------- |
| російська       | 1787      | 90.80%   |
| українська      | 177       | 8.99%    |
| білоруська      | 1         | 0.05%    |
| румунська       | 1         | 0.05%    |
| інші/не вказали | 2         | 0.11%    |
| Усього          | 1968      | 100%     |

## Також
- Перелік населених пунктів, що постраждали від Голодомору 1932—1933 (Луганська область)